# Chico Mendes

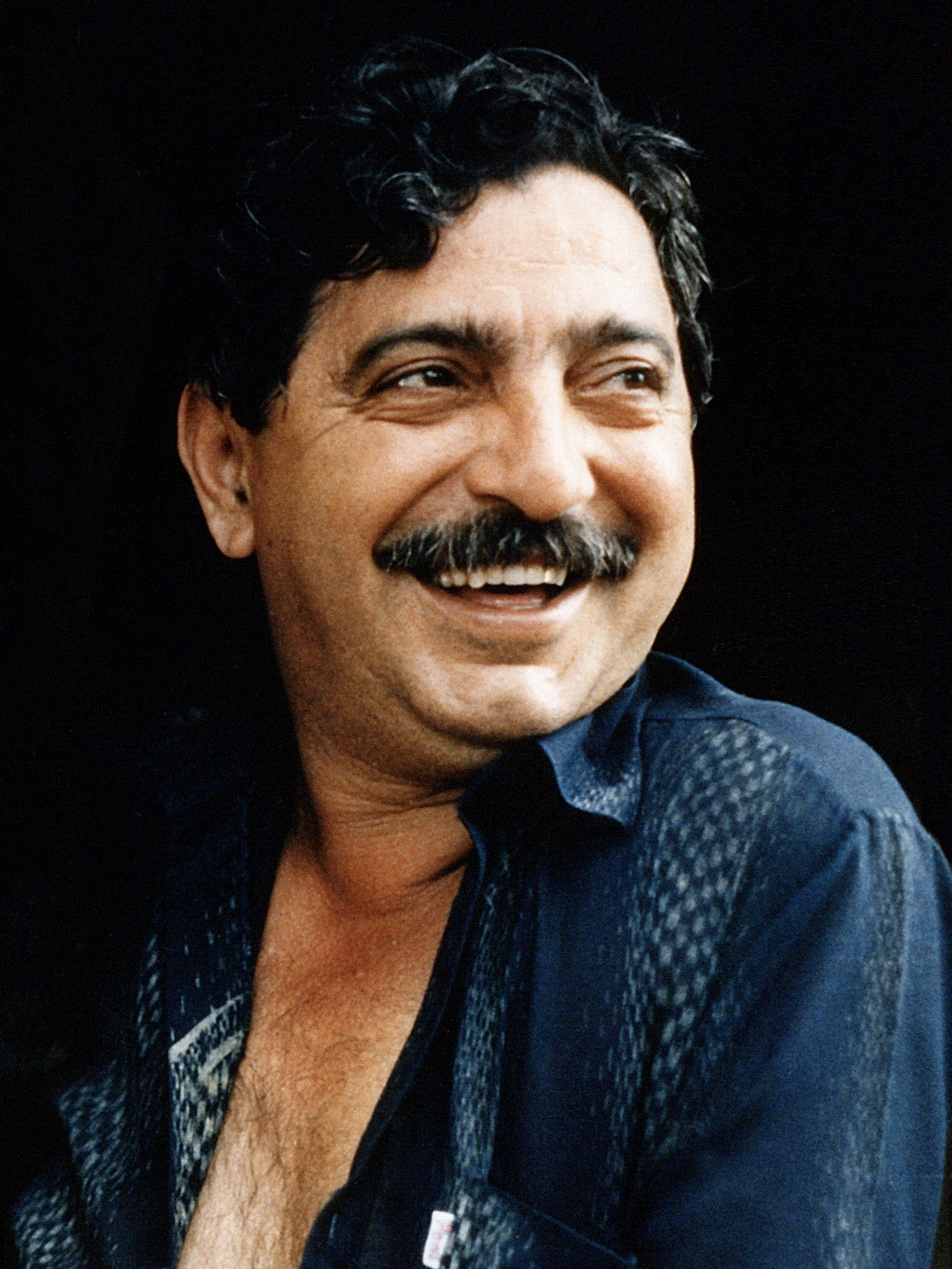
Chico Mendes (1988)

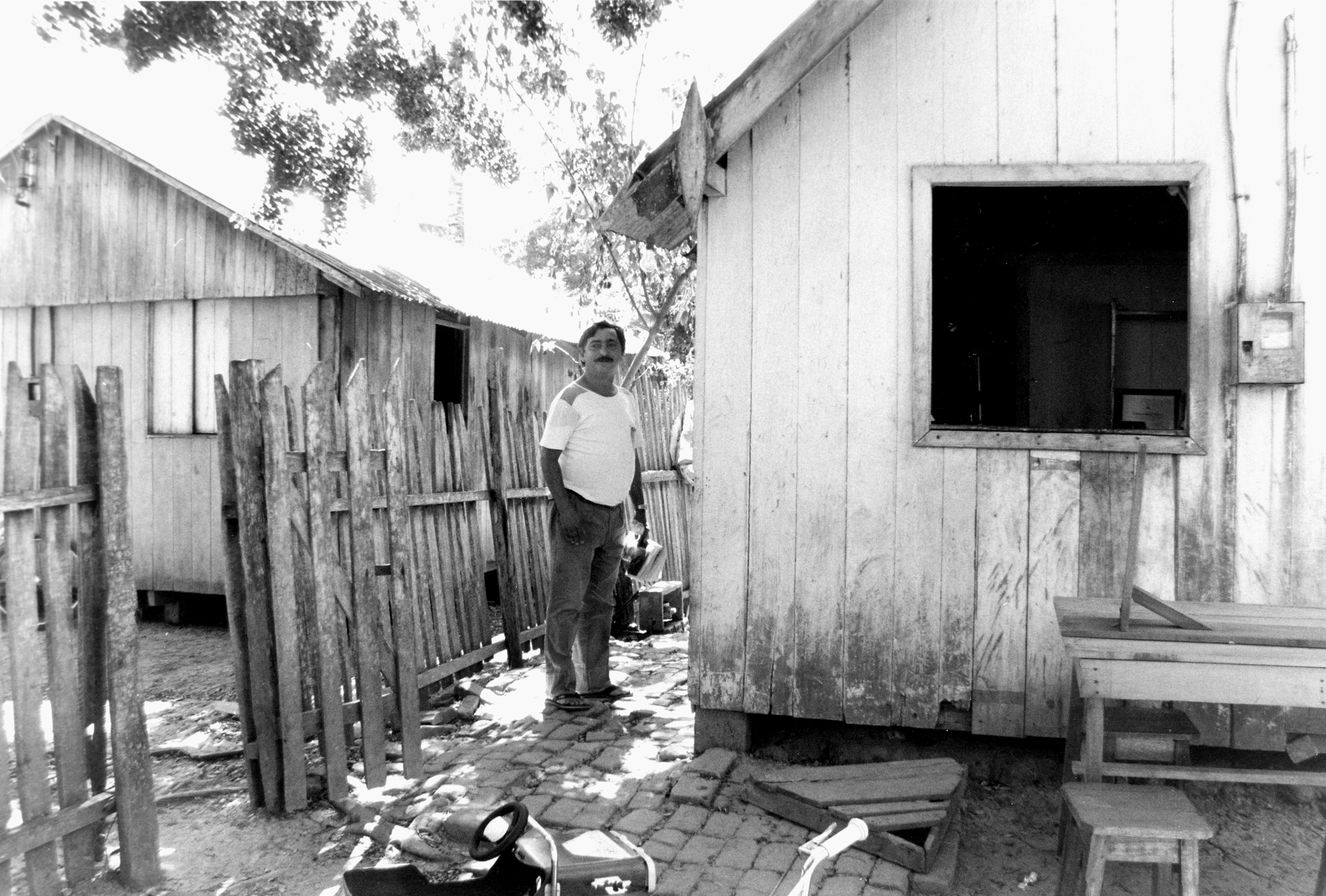
Chico Mendes im Jahr 1988 in seinem Hinterhof bei seinem Haus in Xapuri, Acre

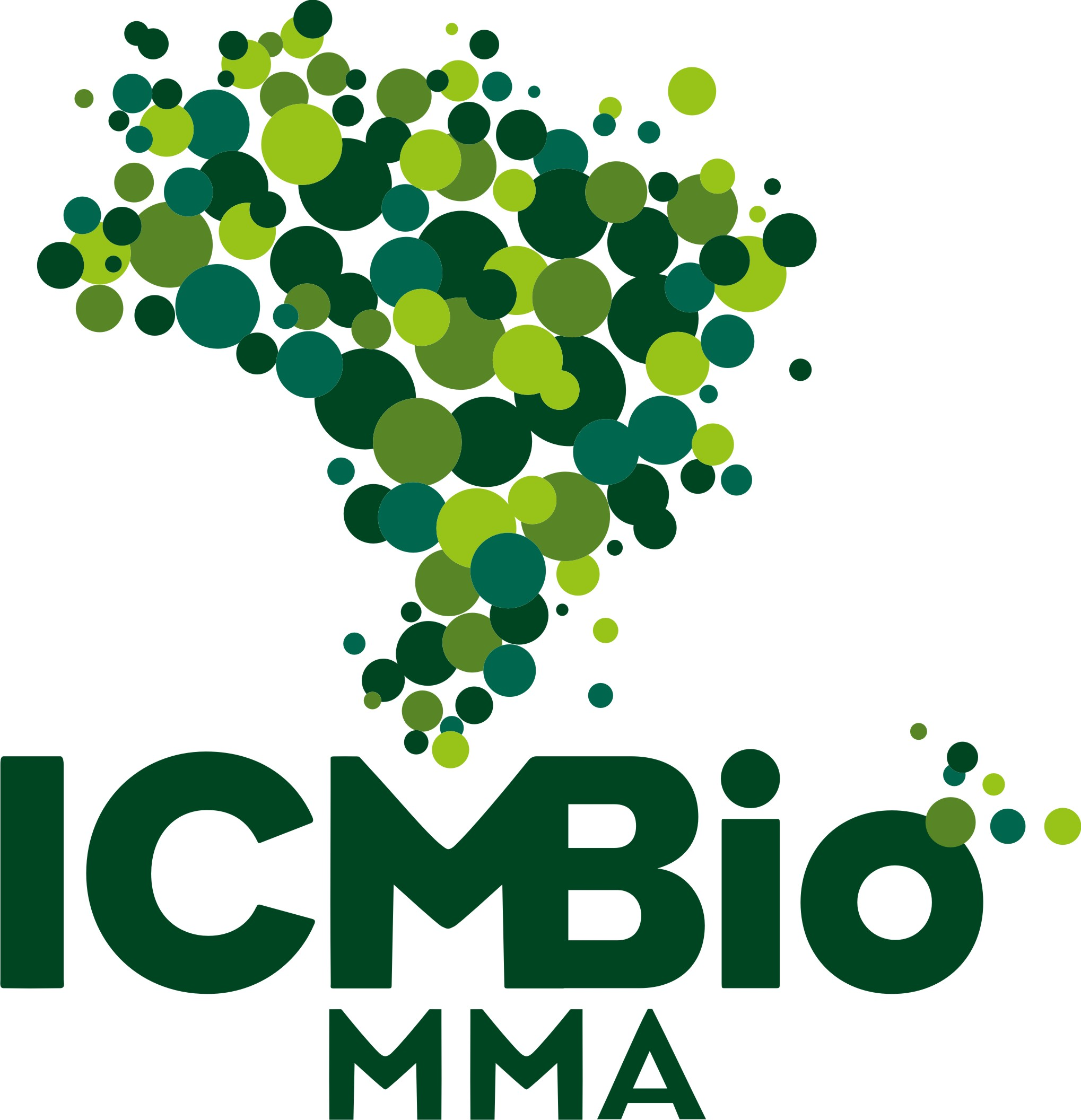
2007 wurde das Chico-Mendes-Institut für Biodiversitätserhalt (Instituto Chico Mendes de Conservação da Biodiversidade) (ICMBio) gegründet

Chico Mendes, bürgerlich Francisco Alves Mendes Filho,  (* 15. Dezember 1944 in Xapuri, Brasilien; † 22. Dezember 1988 ebenda) war Führer der Landarbeitergewerkschaft und setzte sich als Kautschukzapfer im brasilianischen Bundesstaat Acre für die Rechte der von Landwegnahme bedrohten Arbeiter ein, bis er für sein Engagement von Großgrundbesitzern ermordet wurde.

## Leben
Während der brasilianischen Militärdiktatur (1964–1985) wurde Chico Mendes verfolgt und mehrfach inhaftiert. 1977 gründete er eine Gewerkschaft der Kautschukzapfer (Sindicato dos Trabalhadores Rurais de Xapuri), die sich starken ökonomischen Interessen von Viehzüchtern und Holzindustrie entgegenstellte und für die Erhaltung der Wälder eintrat, die Sammelgebiete für Kautschuk und Paranüsse sind und damit die Lebensgrundlage der Seringueiros (Kautschukzapfer) bzw. Castanheiros (Sammler von Paranüssen) darstellen.
Auf seine Initiative hin verfassten die indigenen Einwohner und die Organisation der Kautschuksammler gemeinsam das Manifest der Völker des Waldes (Em Defesa dos Povos da Floresta), es fordert unter anderem:

„... jenen gewaltigen und doch zerbrechlichen Lebenskreislauf, den unsere Wälder, Seen, Flüsse und Quellen bilden, zu schützen und zu erhalten – denn er ist die Quelle unserer Reichtümer, die Grundlage unserer Lebensformen und kulturellen Traditionen.“

Mendes wurde 1977 zum Stadtrat der Stadt Xapuri für den MDB gewählt, 1979 zum Vorsitzenden der Stadtrats (Câmara Municipal) und Führer der Landarbeitergewerkschaft. 1980 trat er dem neugegründeten Partido dos Trabalhadores (PT) bei und unterstützte den Aufbau der Partei in Acre.
Am 22. Dezember 1988 wurde er von dem Großgrundbesitzer Darli Alves de Silva und dessen Sohn Darci Alves de Silva in der Türe seines eigenen Hauses erschossen. Bischof Moacyr Grechi feierte mit Abertausenden von Seringueiros und Kleinbauern im Geburtsort des Ermordeten das Requiem. Seine Predigt, eine mutige Anklage gegen die Verbrechen der Großgrundbesitzer und die Tatenlosigkeit von Polizei und Behörden, wurde in ganz Brasilien verbreitet.

## Nachleben
Seine Ermordung erregte internationales Aufsehen und führte schließlich zu einer Umorientierung der Politik und zur verstärkten Einrichtung von Extraktivismusreservaten, unter anderem die Reserva Extrativista Chico Mendes im Jahr 1990. Die Attentäter wurden im selben Jahr zu 19 Jahren Haft verurteilt.
2009 wurde Mendes durch die brasilianische Regierung offiziell rehabilitiert wider alle rechtlichen Vorwürfe, die während der Militärdiktatur gegen ihn erhoben worden waren. Seiner Witwe wurden eine Entschädigung und eine Rente zugesprochen. Sein Haus in Xapuri wurde in die Liste der nationalen Kulturdenkmäler aufgenommen.

## Auszeichnungen
- 1987: Umweltpreis Global 500 der UNO[2]
- 1989: Bernhard-Eduard-Fernow-Plakette des Deutschen Forstvereins/American Foresters Association (posthum)[7]
- 2013 wurde nach Chico Mendes eine neu entdeckte Vogelart der Tyrannen im Amazonasbecken, Zimmerius chicomendesi, benannt.[8]

## Rezeption

### Bibliografie
- Cindy Völler; Verena Ramos: Chico Mendes – Kautschukzapfer, Widerstandskämpfer, Umweltschützer, in: Forschungs- und Dokumentationszentrum Chile-Lateinamerika (Hrsg.): Amazonien: Stadt, Land, Fluss : das größte zusammenhängende Regenwaldgebiet der Erde zwischen Schutz und Nutzung, herausgegeben von Aktionsgemeinschaft Solidarische Welt ASW / Forschungs- und Dokumentationszentrum Chile-Lateinamerika FDCL, Berlin 2009, ISBN 978-3-923020-45-4, S. 29–30.

### Film
- Adrian Cowell: The Killing of Chico Mendes[9]
- Camera Guys: Rubber Jungle – The Story of Chico Mendes and the Rubber Tappers of Brasil[10]
- 1989, Miranda Productions: Voice of the Amazon[11]

### Musik
- 1989: Paul McCartney: How Many People
- 1990: Ferdinand der Sänger: Chico Mendes Song, auf der CD Aufbruch für meine Freunde
- 1995: Maná: Album Cuando los Ángeles Lloran

### Theater
- 1989: Bread and Puppet Theater: The Same Boat: The Passion of Chico Mendes